# Parowan
Parowan è un comune degli Stati Uniti d'America, capoluogo della contea di Iron, nello Stato dello Utah.

## Geografia fisica
Parowan è situata nella parte meridionale dello Stato ed è posta ad un'altitudine di 1825 m s.l.m. sul limite orientale della Parowan Valley, all'imboccatura del canyon omonimo. La città è prossima all'area protetta del Monumento nazionale di Cedar Breaks, e alla stazione sciistica di Brian Head.

## Storia
La regione in cui sorge Parowan fu abitata da popolazioni delle culture Anasazi e Fremont. Le testimonianze archeologiche coprono un arco temporale che va dal 750 al 1250 d.C. Sono stati rinvenute tracce di abitazioni a pozzo, tipiche di queste popolazioni, reperti come punte di freccia e manufatti in terracotta, incisioni rupestri.
La città di Parowan fu fondata nel 1851, quando un primo gruppo di coloni mormoni fu inviato nel sud dello Utah per sfruttarne le miniere di ferro. La città fu la prima ad essere fondata nello Utah sudorientale e da qui partirono molti dei coloni che fondarono altre comunità nella regione e negli stati vicini.